# 何国钧
何国钧（? —1922年5月3日）字干臣，云南宜良河溪营人。中华民国滇军将领。

## 生平
何国钧之父何秀林曾任贵州提督。何国钧自幼读诗书，清末赴日本留学，毕业于振武学校，并参加中国同盟会。归国后，历任临开广道道尹、蒙自道道尹。民国4年（1915年）参加护国运动，以陆军中将任护国军第二军总参谋长兼第三梯团长，出师广西、广东。1917年8月，何国钧参加护法战争，任靖国联军挺进军总司令。
1922年2月，何国钧随顾品珍拒唐继尧入滇失败。同年，顾品珍被害后，罗佩金、朱德（云南警察厅厅长）、金汉鼎、何国钧等均离开滇南出走。其中，罗佩金、何国钧出碧鸡关沿滇西大道退往楚雄。当时守卫滇西大道的是大理第九混成旅旅长华封歌，原为罗佩金的部下。罗佩金希望顺利通过滇西大道到缅甸，再赴广州投奔孙中山。但罗佩金、何国钧等一行抵达镇南（今南华县）后，被华封歌派营长杨信缴械。罗佩金、何国钧等不得不赴华坪，准备渡过金沙江入四川。但因被匪首普小洪率部追赶而发生战斗，罗佩金的护卫团团长李成祯战死，罗佩金等人遭到拘留，普小洪密报昆明的唐继尧后，唐继尧驱使普小洪于1922年5月3日（农历四月七日）将罗佩金与何国钧同时杀害于双金坡（双金坡的位置不明，有位于今大姚县、永仁县、姚安县三种说法）。
何国钧的遗体葬于莲花池畔商山麓（今云南民族大学莲华校区），后来该墓迁至黑龙潭。